# 寺龙口窑址
寺龙口窑址位于浙江省慈溪市匡堰镇乾炳村古银锭湖南侧钓杆山西坡。
1998年至1999年，浙江省考古研究所、北京大学考古系、慈溪市文物管理委员会先后两次联手考古发掘，终于使这座近千年无人知晓的窑址得以重见天日。发掘总面积为1045平方米，揭露南宋龙窑遗迹1处，长50米，宽2米，残高0.4米，五代、北宋作坊遗迹各1处，五代匣钵挡墙3处，北宋挡墙1处，出土器物标本5万余件。
寺龙口越窑窑址曾被评为1998年的全国十大考古新发现。2005年3月，浙江省人民政府将寺龙口越窑遗址公布为浙江省文物保护单位。2006年5月25日，与开刀山窑址一同并入第三批全国重点文物保护单位上林湖越窑遗址。